# Giovanni Battista Palatino

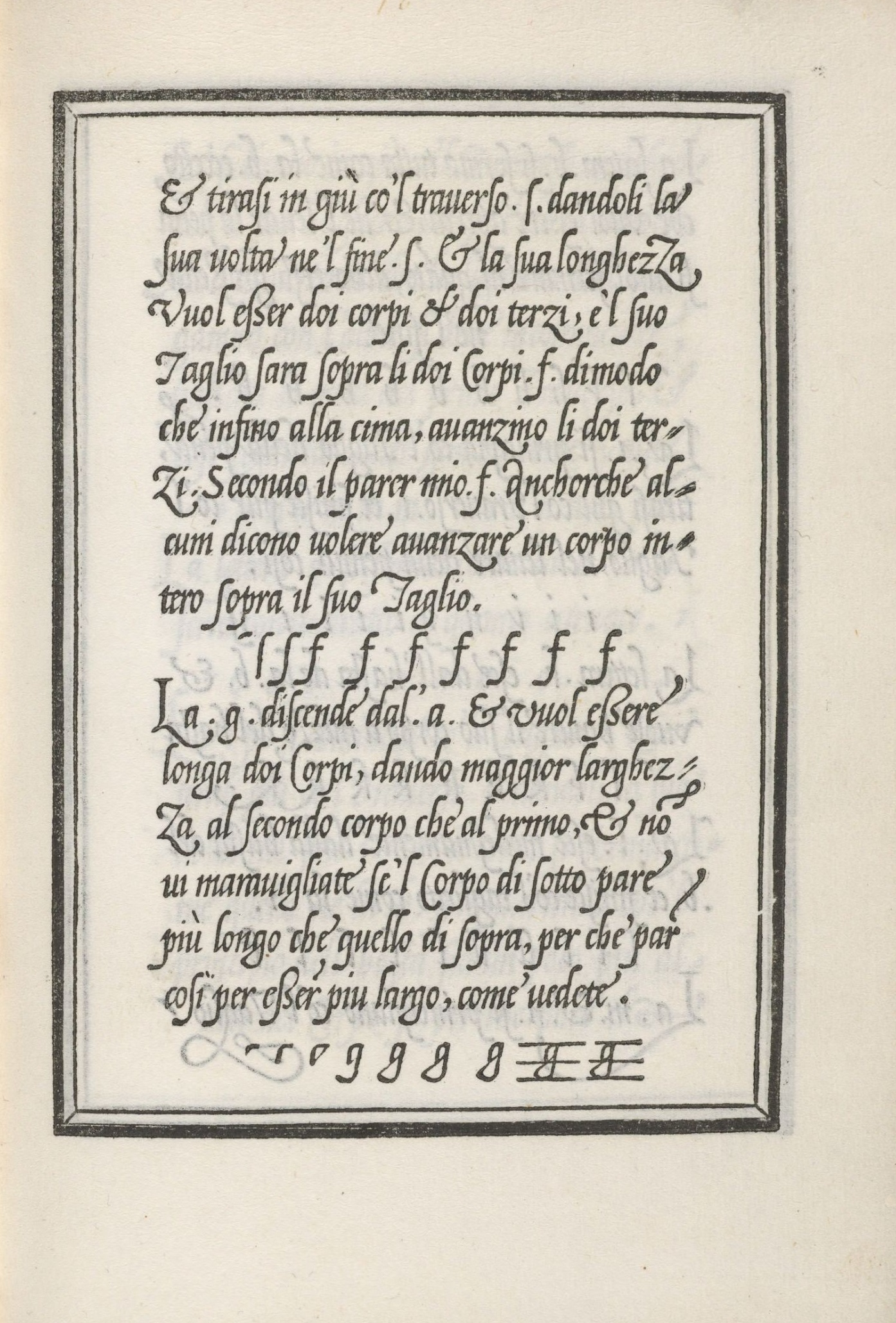
Página C3 del Libro nvovo d'imparare a scrivere tvtte sorte lettere antiche et moderne di tvtte nationi[...] / composto per Giouambattista Palatino cittadino romano, Roma: 154O

Giovanni Battista (o Giambattista) Palatino, calígrafo italiano, fue autor del más notable tratado de escritura y muestras caligráficas del Renacimiento, titulado Libro nuovo d'imparare a scrivere o Libro nuevo de aprender a escribir, publicado en Roma en 1540 por Baldassare di Francesco Cartolari y reconocido "senza dubbio come uno dei documenti più interessanti nella cultura della comunicazione dell'età moderna", "sin duda como uno de los documento más interesantes de la cultura de la comunicación de la Edad Moderna".

## Biografía
Palatino nació en Rossano, Calabria (Italia), donde frecuentó los ambientes literarios, adhiriéndose entre otras a la Accademia dei Naviganti, por su espíritu de carácter principalmente científico. De joven se trasladó a Roma y en 1538, adquirió el estado de ciudadano romano. Fue secretario de la "Accademia dello Sdegno", Academia del Desdén, a la que dedicó su Libro nuovo d'imparare a scrivere y en la que se contaron personajes ilustres como Claudio Tolomei, Francesco Maria Molza y Girolamo Ruscelli. Se le atribuye la inscripción del arco central de la Porta del Popolo de Roma.

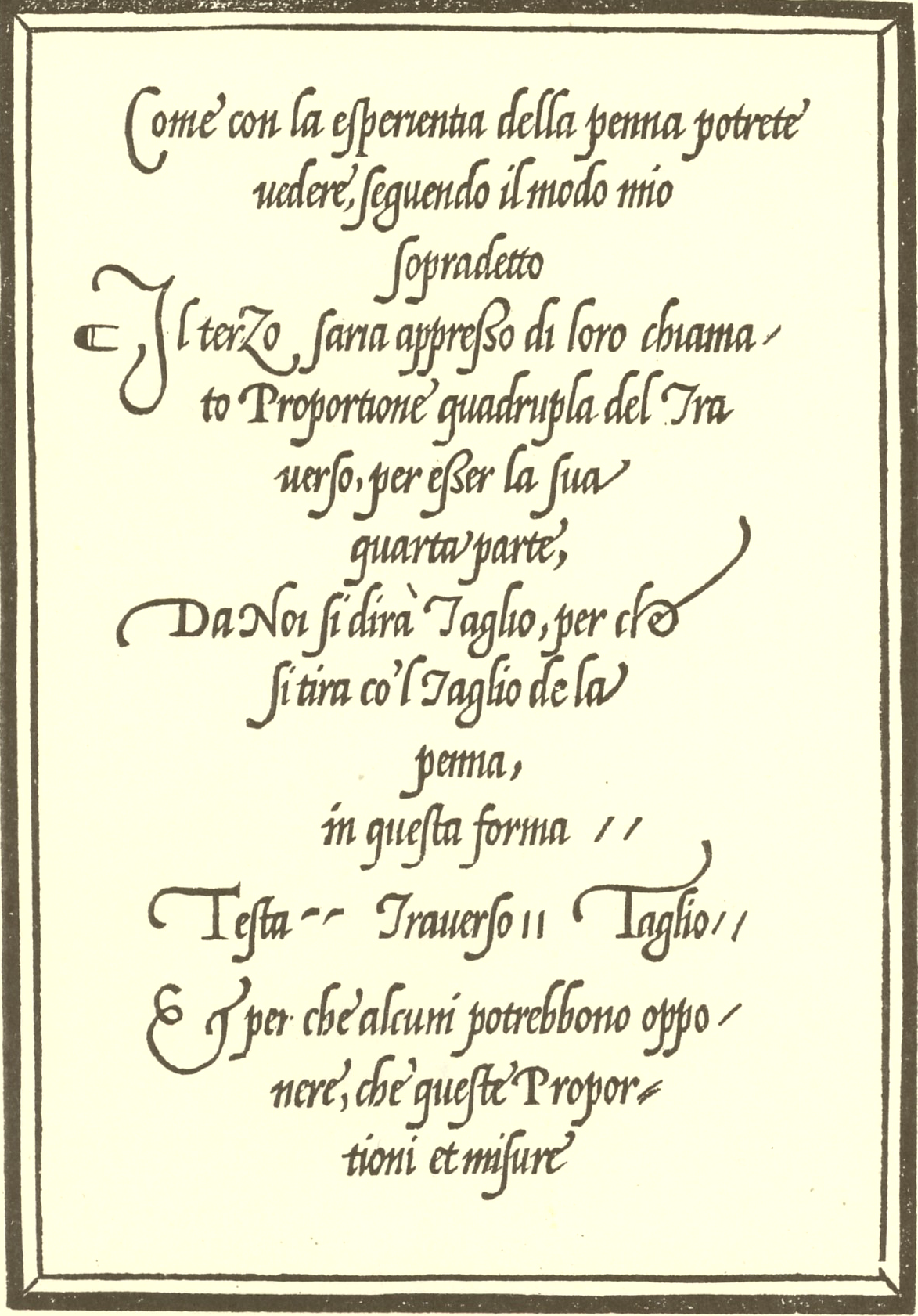
Letra Cancilleresca, Página 18 del tratado de Palatino.

Una familia tipográfica muy conocida, Palatino, diseñada por Hermann Zapf en 1948 fue bautizada en su honor.